# Kolonie nad kanałem
Kolonie nad kanałem – były koloniami robotniczymi, które powstały podczas budowy Kanału Bydgoskiego.

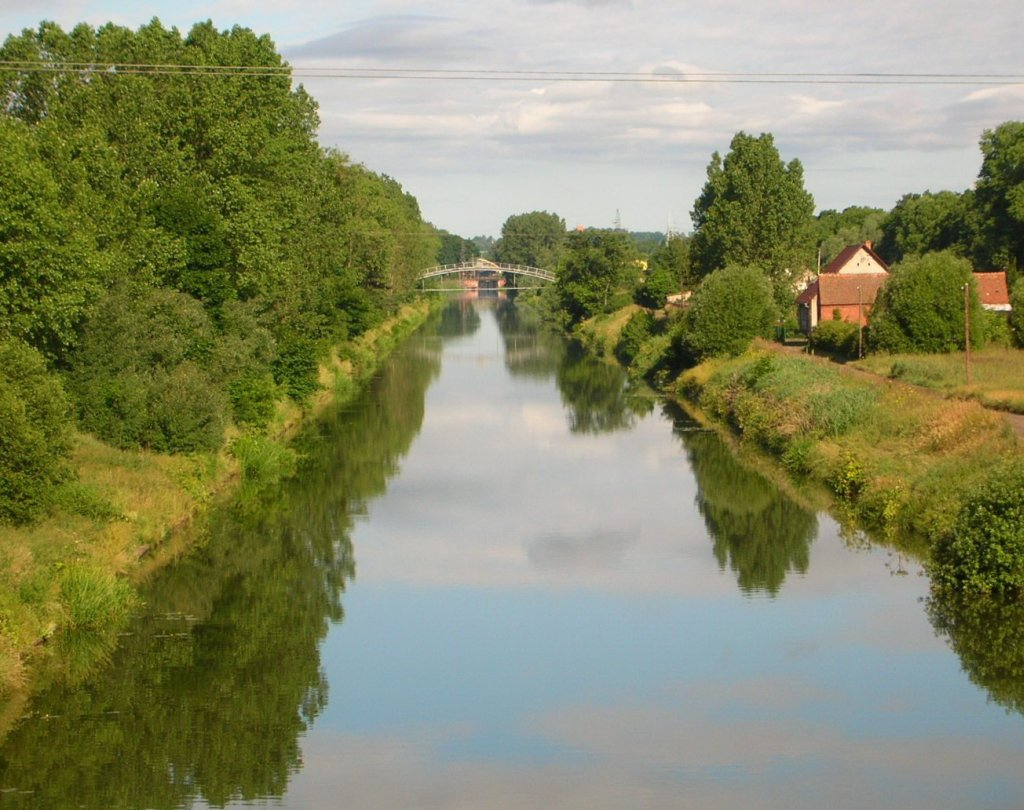
Pozostałość kolonii kanałowej A

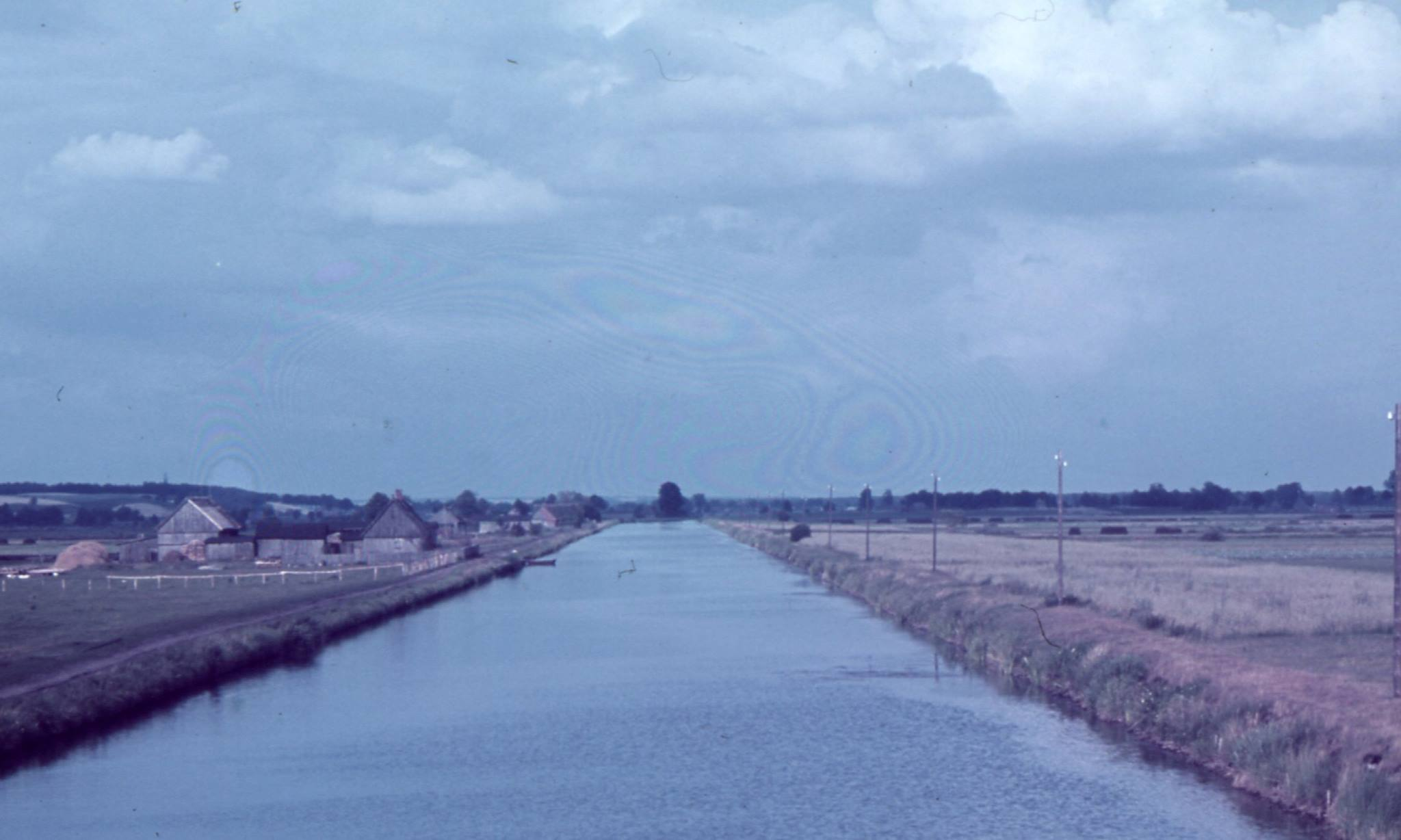
Nieistniejąca już kolonia kanałowa B w 1944 roku

Do budowy kanału zatrudniono około 20 000 robotników z min. z  Saksonii, Turyngii, Szwabii i Sudetów. Osiedlili się oni wzdłuż kanału w tak zwanych koloniach kanałowych A (założona 10 czerwca 1794), B i C. Pozostałości kolonii A zostały włączone 21 grudnia 1908 roku do Osowej Góry, dzisiejszej dzielnicy bydgoskiej. Kolonia B znajdowała się w pobliżu wsi Pawłówek przy śluzie Osowa Góra, kolonia C na południe od kanału między Nakłem i Potulicami i została włączona w 1913 roku do wsi Występ (Josephinen).